# 今日もワクワク
『今日もワクワク』（きょうもワクワク）は、日本テレビ系列局ほかで放送されていた日本テレビ製作のトーク番組・クイズ番組。製作局の日本テレビでは1985年9月30日から1986年9月26日まで、毎週月曜 - 金曜 13時30分 - 13時55分（日本標準時）に放送。

## 概要
毎回1組のゲストが出演し、ゲストにまつわるエピソードをクイズ形式にして出題。3組のタレントがパネリストとしてそれらのクイズに解答するドタバタクイズバラエティ。前番組『三枝の爆笑夫婦』の路線を踏襲した番組で、ゲストとのトークと彼らのエピソードを基にしたクイズを軸に構成。『爆笑夫婦』では一般人の夫婦がペアで参加していたが、この番組では芸能人のみが参加していた。また、本番組のゲストトークは、芸能人の友人同士など夫婦以外の組み合わせでも行われていた。
クイズは3問、解答者は3人で、出題は司会の由紀さおりが担当。同じく司会の片岡鶴太郎が解答者1人ずつに答えを聞いていき、正解すると1点獲得という流れで行われていた。全問正解でマレーシア旅行に招待された。後期においては、個人の正解数が10問に達するとマレーシア旅行獲得というルールになった。また、1問正解するごとにスヌーピーの人形が貰えた。なお、観客には正解を伝えており、そのたびに客席から爆笑が起こっていた。さらには、視聴者にも正解を1問のみ字幕スーパーで伝えていた。
エンディング後の次回予告では、今田勝の「シャイニー・フラワー」をBGMに使用。そして最後に鶴太郎が「今日もワクワク!!見てね〜がっ!!」と言っていた。

## 司会
- 片岡鶴太郎
- 由紀さおり

## スタッフ
- 構成：豊村剛、北原弘美
- TD：河合宣貴（八峯テレビ）
- カメラ：住谷猛（八峯テレビ）
- 音声：木明良三（八峯テレビ）
- 編集：酒井理隆（TVT赤坂）、前沢義弘
- 美術：並木宏之（ちとせ舞台）
- 音効：稲村淳（サウンド・プロ企画）
- AP ： 西村薫
- ディレクター：久保田隆、後藤喜男、杉山和典
- プロデューサー：吉田勲明、牛丸謙壱
- 制作：IVSテレビ制作
- 製作・著作：日本テレビ

## 放送局
系列は番組終了時（1986年9月）のもの。
| 放送対象地域   | 放送局             | 系列                          | 備考       |
| -------------- | ------------------ | ----------------------------- | ---------- |
| 関東広域圏     | 日本テレビ         | 日本テレビ系列                | 製作局     |
| 北海道         | 札幌テレビ         | 日本テレビ系列                | 同時ネット |
| 岩手県         | テレビ岩手         | 日本テレビ系列                | 同時ネット |
| 宮城県         | ミヤギテレビ       | 日本テレビ系列                | 同時ネット |
| 山形県         | 山形放送           | 日本テレビ系列 テレビ朝日系列 | 遅れネット |
| 福島県         | 福島中央テレビ     | 日本テレビ系列                | 同時ネット |
| 新潟県         | テレビ新潟         | 日本テレビ系列                | 同時ネット |
| 福井県         | 福井放送           | 日本テレビ系列                | 遅れネット |
| 山梨県         | 山梨放送           | 日本テレビ系列                | 遅れネット |
| 長野県         | 信越放送           | TBS系列                       | 遅れネット |
| 静岡県         | 静岡第一テレビ     | 日本テレビ系列                | 同時ネット |
| 中京広域圏     | 中京テレビ         | 日本テレビ系列                | 同時ネット |
| 近畿広域圏     | 読売テレビ         | 日本テレビ系列                | 同時ネット |
| 鳥取県・島根県 | 日本海テレビ       | 日本テレビ系列 テレビ朝日系列 | 同時ネット |
| 広島県         | 広島テレビ         | 日本テレビ系列                | 同時ネット |
| 山口県         | 山口放送           | 日本テレビ系列 テレビ朝日系列 | 遅れネット |
| 香川県・岡山県 | 西日本放送         | 日本テレビ系列                | 同時ネット |
| 愛媛県         | 南海放送           | 日本テレビ系列                | 遅れネット |
| 徳島県         | 四国放送           | 日本テレビ系列                | 遅れネット |
| 福岡県         | 福岡放送           | 日本テレビ系列                | 同時ネット |
| 長崎県         | 長崎放送           | TBS系列                       | 遅れネット |
| 熊本県         | くまもと県民テレビ | 日本テレビ系列                | 同時ネット |
| 大分県         | 大分放送           | TBS系列                       | 遅れネット |
| 宮崎県         | 宮崎放送           | TBS系列                       | 遅れネット |
| 鹿児島県       | 鹿児島テレビ       | フジテレビ系列 日本テレビ系列 | 同時ネット |
| 沖縄県         | 沖縄テレビ         | フジテレビ系列                | 遅れネット |